# Boxe nos Jogos Pan-Americanos de 1959
As competições de boxe nos Jogos Pan-Americanos de 1959 foram realizadas em Chicago, Estados Unidos. Esta foi a terceira edição do esporte nos Jogos Pan-Americanos, tendo sido disputado apenas entre os homens.

## Medalhistas
| Evento                           | Ouro               | Prata               | Bronze           |
| -------------------------------- | ------------------ | ------------------- | ---------------- |
| Peso mosca detalhes              | Miguel Angel Botta | José Neves          | Tito Blanco      |
| Peso galo detalhes               | Waldo Claudiano    | Carlos Cañete       | Pete Spanakos    |
| Peso pena detalhes               | Carlos Aro         | Charles Brown       | Mario Garate     |
| Peso leve detalhes               | Abel Laudonio      | Gualberto Guttierez | Marío Romero     |
| Peso meio-médio-ligeiro detalhes | Vincent Shomo      | Luis Aranda         | Humberto Dip     |
| Peso meio-médio detalhes         | Alfredo Cornejo    | Aurelio González    | Manuel Alves     |
| Peso médio-ligeiro detalhes      | Wilbert McClure    | José Burgos         | Hélio Crescêncio |
| Peso médio detalhes              | Abrao de Souza     | Bob Foster          | Carl Crawford    |
| Peso meio-pesado detalhes        | Amos Johnson       | Rafael Gargiulo     | Carlos Lucas     |
| Peso pesado detalhes             | Allen Hudson       | Eduardo Corletti    | Jurandyr Nicolau |

## Quadro de medalhas
| Posiçào | Nação              |    |    |    | Total |
| ------- | ------------------ | -- | -- | -- | ----- |
| 1       | USA Estados Unidos | 4  | 2  | 1  | 7     |
| 2       | ARG Argentina      | 3  | 5  | 0  | 8     |
| 3       | BRA Brasil         | 2  | 1  | 3  | 6     |
| 4       | CHI Chile          | 1  | 0  | 2  | 3     |
| 5       | VEN Venezuela      | 0  | 1  | 2  | 3     |
| 6       | URU Uruguai        | 0  | 1  | 0  | 1     |
| 7       | GUY Guiana         | 0  | 0  | 1  | 1     |
|         | MEX México         | 0  | 0  | 1  | 1     |
| Total   | Total              | 10 | 10 | 10 | 30    |